# Gisulf al II-lea de Benevento

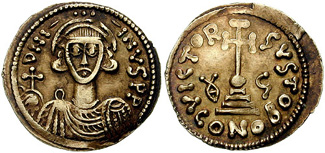
Un solidus emis de către Gisulf în numele împăratului Iustinian al II-lea al Bizanțului

Gisulf al II-lea (d. între 749 și 753) a fost duce longobard de Benevento, începând cu anul 743 până la moarte.
Gisulf era fiul ducelui Romuald al II-lea de Benevento cu Gumperga, fiică a Auronei, sora regelui Liutprand al longobarzilor. Ca rudă a regelui de la Pavia, Gisulf a primit sprijinul puterii regale în a succeda tatălui său în Benevento, însă fiind încă minor, tronul a fost uzurpat de către Audelais. Liutprand l-a înlăturat pe Audelais, însă scaunul de Benevento nu a revenit de la început lui Gisulf, ci unui alt nepot al regelui, Grigore, iar Gisulf a fost reținut în palatul regal din Pavia.
Atunci când Liutprand a revenit în sudul Italiei în 743, el l-a înlăturat pe Godescalc, de această dată punându-l pe tron pe Gisulf. Această faptă a fost înlesnită și de poziția beneventanilor, care au rămas credincioși dinastiei tatălui lui Gisulf, poporul răsculându-se și ucigându-l pe Godescalc. Potrivit lui Hartmann  Arhivat în 13 martie 2007, la Wayback Machine., Gisulf a fost un susținător cât se poate de fidel al politicilor regelui Liutprand.
În 744, Gisulf a făcut o donație de pământ pentru abația de Montecassino, care va deveni baza pentru Terra Sancti Benedicti.

## Sources
- Lexikon des Mittelalters: Gisulf II. Herzog von Benevent (741-749).
- Paul Diaconul. Historia Langobardorum Arhivat în 12 februarie 2007, la Wayback Machine.. Available at Northvegr.